# Navigli de Milan
Les Navigli de Milan sont des canaux artificiels construits entre 1179 (Naviglio Grande) et le XVIe siècle (Naviglio Martesana) qui permettaient de rejoindre Milan soit depuis le Tessin soit depuis l'Adda.
Sur les navigli transita, au-delà des nombreuses marchandises dirigées à Milan, le marbre de Candoglia employé pour la construction du Dôme de Milan.
Dans la seconde moitié du XIXe siècle, à la suite de l'introduction du tramway, on pensa à la couverture des tracés citadins, qui ne débuta qu’en 1929.

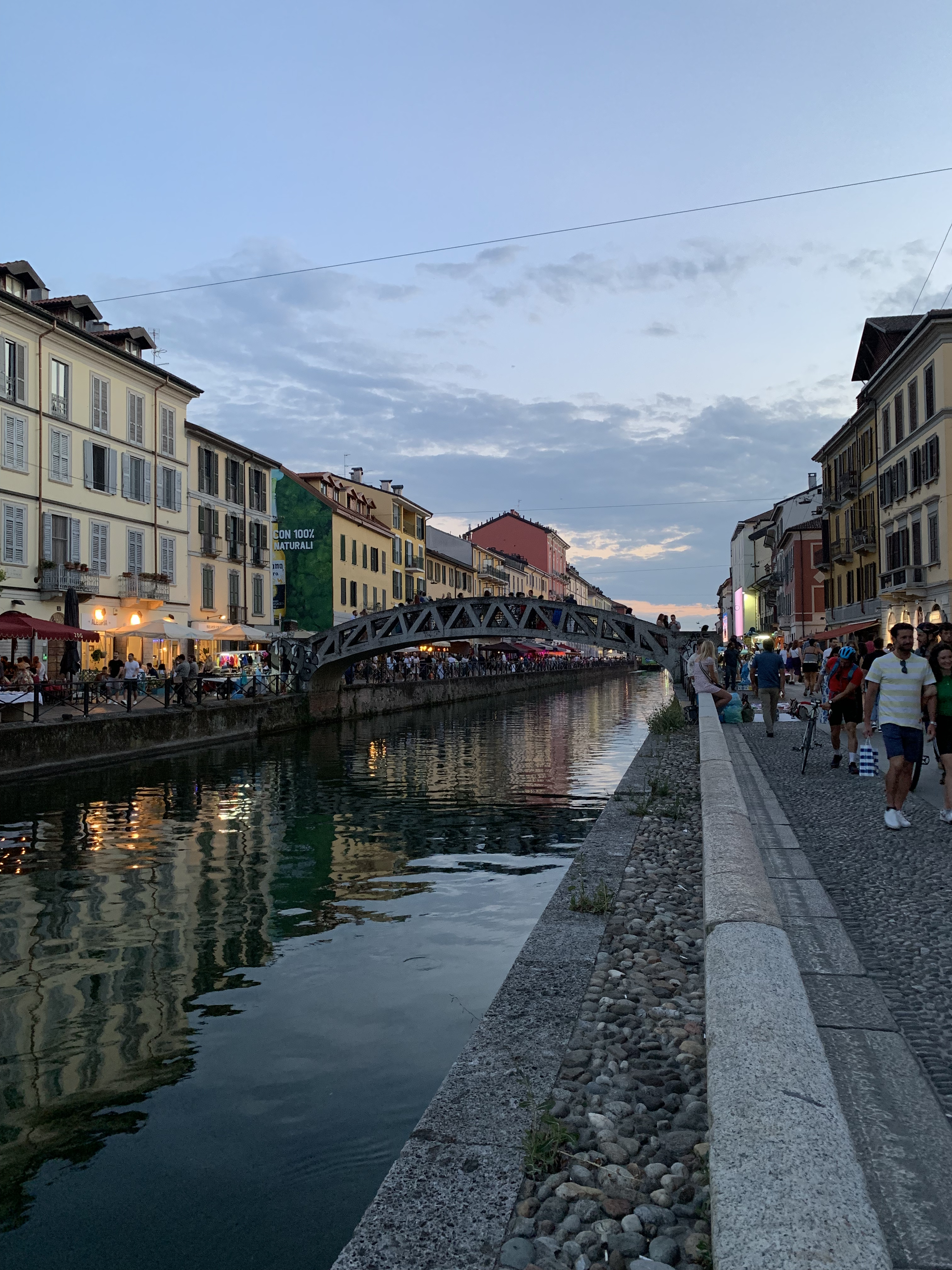
Vue du Naviglio Grande en soirée

Actuellement le terme « navigli », à Milan, identifie les deux tracés à découvert du Naviglio Grande et du Naviglio Pavese qui coulent en ville jusqu'à la hauteur de place du XXIV-Mai. Ce sont des lieux prisés par les Milanais et les touristes pour leur vie nocturne et leurs nombreux restaurants.

## Histoire
(mars 2022).
Améliorez-le ou discutez des points à vérifier. 
Les projets de relier Milan à la mer et aux ports de commerce de l’Adriatique se perdent dans la nuit des temps et sont bien antérieurs à la réalisation du premier naviglio.
Depuis l'Antiquité de nombreux cours d'eau qu'ils entourent la ville avaient subi des déviations pour y être amenés, mais aucun des fleuves ou torrents n’avait les dimensions suffisantes pour satisfaire les besoins de la cité.
Soit le Seveso, qui traversait la ville pour ensuite finir dans le Lambro par l'intermédiaire du Vettabbia qui est un canal réalisé par les Romains pour évacuer les eaux de la première fosse, soit le torrent Lura (appelé Nirone dans son tracé inférieur) qui coulait à l’ouest de Milan était  d’un débit très modeste. Le cours de l’Olona bien que distant du centre, fut dévié au Moyen Âge dans le Nirone (prit le nom de Vetere) pour alimenter les fossés ou douves qui entouraient les murailles médiévales de la ville.
Au cours du temps les besoins continus en eau pour l’économie florissante de la ville et des exigences d'irrigation firent débuter les projets le raccordement du Tessin avec l’Adda. Les exigences défensives avaient déjà conduit à la construction de deux fossés défensifs, appelés fosses internes :

## la Fosse Romaine
La première fosse, qui date de l’époque romaine, était alimentée par le Seveso et coulait le long des actuelles voies Montenapoleone, Durini, Verziere, Delle Ore, Pecorari, Da Cernobbio, Maddalena, Cornaggia, Stampa traversait la via Circo, longeait la via Cappuccio, via Nirone, Corso Magenta, via San Giovanni sul Muro, Largo Cairoli, via Cusani, D’ell'Orso, Monte di Pitia, pour se jeter dans le Vettabbia entre la Porta Lodovica et Porta Ticinese.
Les eaux de la fosse sont évacuées par le canal Vettabbia qui récolte les eaux du Seveso et qui se jette dans le Lambro à proximité de Melegnano (Marignan en français).

## la Fosse Interne
La seconde fosse interne, appelée Naviglio Interno, fut construite en 1155, détruite en 1158 par Frédéric Barberousse, rapidement reconstituée pour être de nouveau détruite quatre années après, toujours par Barbarossa. Le tracé du fossé reconstitué en 1167 correspond aux actuelles voies Fatebenefratelli, Sénat, San Damiano, Visconti del Modrone, Francesco Sforza, Sainta Sofia, Molino delle Armi, De Amicis, Carducci, Piazza Castello et via Pontaccio.
La construction du Naviglio Grande commença en 1179 pour arriver en 1209 à Milan. En 1386, une liaison avec la Fosse interne permit l’acheminement depuis le Lac Majeur du marbre nécessaire à la construction du Dôme de Milan.

## Autres Navigli dans le milanais
- À Milan et province:

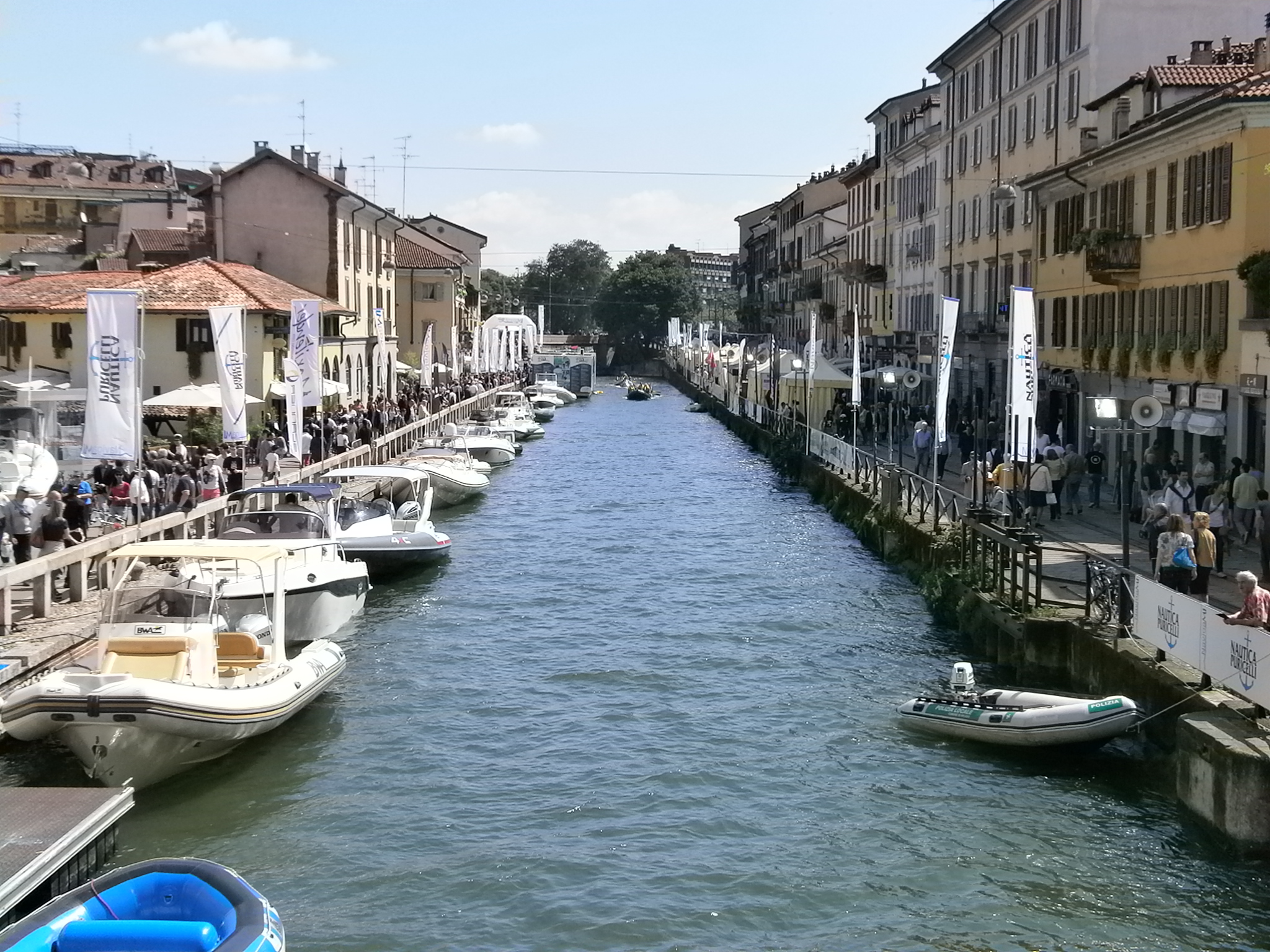
le Naviglio Grande

  - Naviglio Pavese (1579-1819), navigation et irrigation, de Milan à Pavie
  - Naviglio Grande (1179-) navigation de Milan au Lac Majeur
  - Naviglio Martesana (1457-1497), navigation Milan à Cassano d'Adda
  - Naviglio di Bereguardo (1420-1470), navigation de Abbiategrasso à Pavie;
  - Naviglio di Paderno (1520-1777), navigation sur l'Adda à Paderno d'Adda
  - Canale della Muzza (1220-1230), dérivation de l'Adda de Cassano d'Adda à Castiglione d'Adda (Pavie)
  - Canale Villoresi (1877-1880), canal d'irrigation du fleuve Tessin à l'Adda.
  - Cavo Redefossi (1783-1760), canal de dérivation des eaux du Seveso dans la Vettabia
  - Lambro méridional ou Lambretto, dérivation des eaux de l'Olona dans la Lambro au sud de Milan.
  - Canale Scolmatore (1877-1890), dérivation de l'Olona et du Seveso dans le Tessin, de Paderno Dugnano à Abbiategrasso.